# Distretto di Huachac
Il distretto di  Huachac è uno dei nove distretti della provincia di Chupaca, in Perù. Si trova nella regione di Junín e si estende su una superficie di 20,15  chilometri quadrati.